# Робб'яте
Робб'яте (італ. Robbiate) — муніципалітет в Італії, у регіоні Ломбардія, провінція Лекко.
Робб'яте розташований на відстані близько 490 км на північний захід від Рима, 31 км на північний схід від Мілана, 19 км на південь від Лекко.
Населення — 6256 осіб (2014).
Покровитель — святий Алессандро.

## Демографія
Населення за роками:

Станом на 1 січня 2023 року в муніципалітеті офіційно проживали 623 іноземці з 49 країн, серед них 228 громадян країн Євросоюзу та 20 громадян України.

## Сусідні муніципалітети
- Калуско-д'Адда
- Імберсаго
- Мерате
- Падерно-д'Адда
- Ронко-Бріантіно
- Вердеріо
- Вілла-д'Адда